# Річкові монітори типу «Рейн»
Річкові монітори класу «Райн» (нім. Rhein-Klasse) — два річкових монітори (за офіційною класифікацією річкові канонерські човни -  Flußkanonenboote), побудовані для Імператорських військово-морських сил Німеччини незабаром після Франко-пруської війни. Ці кораблі мали назви Rhein та Mosel. Обидва були побудовані корабельнею AG Weser shipyard у Бремені, у 1872–1874 роках. Їх озброєння складалося з двох 120-міліметрових дульнозарядних бронзових гармат, встановлених у башті. Кораблі були призначені для захисту кордону з Францією на випадок війни, і перебували на службі короткий період часу,  оскільки загроза нового конфлікту знизилась. Вони короткий час посилювали оборону Кобленца у 1875 році, після чого відкликані з активної служби. Обидва кораблі продали для розбору на метал, імовірно у 1884 році.

## Конструювання
По завершенні Франко-прусської війни 1870–71 керівництво німецького імператорського флоту вирішило, що має потребу у річкових канонерських човнах для служби на Райні та Мозелі для посилення оборони німецького кордону. Таке рішення з'явилося попри відомий флоту невдалий досвід використання подібних канонерок французьким флотом під час війни. Було вирішено побудувати два броньовані канонерські човни, контракт на конструювання та побудову яких був переданий корабельні AG Weser. Проектувальники використовували у своїй роботі конструкцію австро-угорських річкових моніторів класу Maros, які незадовго до того побудували для служби на Дунаї.

### Характеристики
Rhein та Mosel мали довжину від носа до гвинта вздовж ватерлінії 47,85 метра, а повну - 49,6 метра, з бімсом  у 7,85 метра. Під час руху носова осадка  монітора становила 70 сантиметрів,  а кормова - 1,07 метра, а максимальна - 1,6 метра.  Надводний борт мав висоту 60 сантиметрів на носі та 75 сантиметрів на кормі. Конструкція кораблів передбачала можливість часткового затоплення відсіків у бою, аби над водою залишались лише вершина каземату та гарматна башта. У такому випадку надводний борт зменшувався відповідно до 50 та 20 сантиметрів. Повна водотоннажність кораблів складала 283 тонни. Корпуси моніторів були сконструйовані з вбудованими металевими рамами. Їх екіпаж складався з одного офіцера і 22 матросів, кожен корабель ніс рятувальний човен.
Корабелі мали дві парові машини з горизонтальними двигунами прямої дії. Машини приводили у рух два трилопатеві гвинти діаметром 95 сантиметрів. Машини розміщувалися у єдиному відсіку. Їх забезпечували парою два локомотивних котли, розміщених в іншому відсіку. Двигуни забезпечували загальну потужність у 320 індикативних кінських сил, що дозволяло  розвивати максимальну швидкість у 6,5 вузлів (12 км/год).  Кораблі повільно маневрували та складно повертали, їм було складно рухатись проти течії, особливо якщо вони здійснювали поворот проти неї. А управління кораблями коли вони затоплювались для бою було особливо небезпечним.

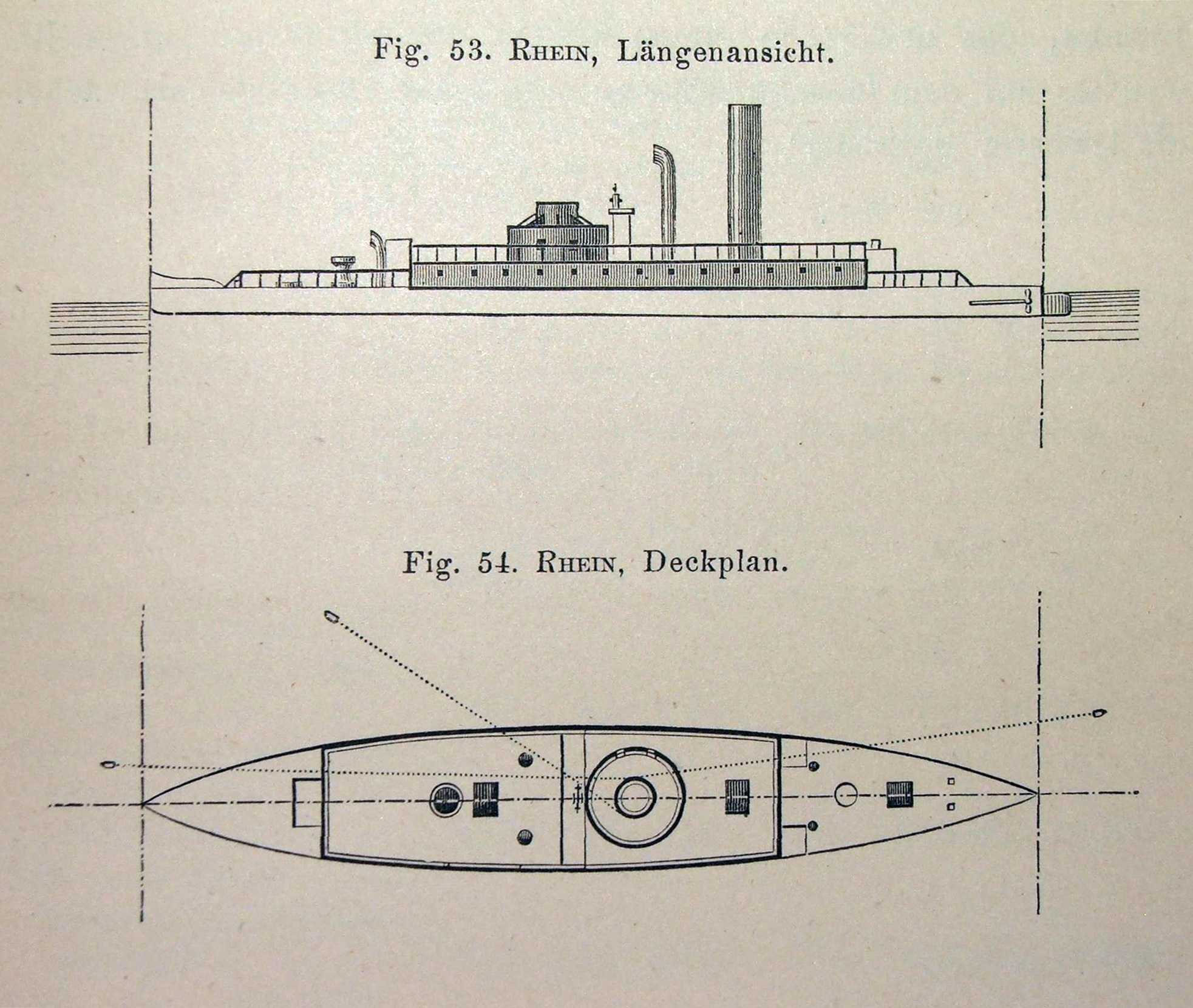
Схема монітору "Райн"

Кораблі були озброєні парою нарізних дульнозарядних бронзових гармат L/19  виробництва "Крупп" . Вони були змонтовані в одній гарматній башті, розміщеній на броньованому казематі в середній частині судна. Гармати стріляли в 36-фунтовими снарядами, , боєкомплект яких складав 300 штук. Кораблі були захищені комбінацією з кованої броні і тику. Боки башти були захищені 55 міліметрами заліза на підкладці з 150-200 міліметрів тику. Дах башти мав 65 міліметрову товщину   Товщина захисту бойової рубки становила 40 міліметрів з бортів і 16 зверху.  Каземат захищали 65 міліметрові броньові пластини на бортах.

## Історія служби
Передбачалося, що Rhein та Mosel використовуватимуться для оборони залізничних мостів через Райн на випадок, якщо Франція вирішить атакувати Німеччину, аби поститися за поразку 1870–1871. Обидва кораблі побудували на корабельні AG Weser Бремені під заводськими номерами 23 та 24 відповідно. Райнська залізнична компанія була примушена внести  300,000 талерів на будівництво кораблів, оскільки вони мали захищати мости, які компанія використовувала у Райнхаузені. Обидва кораблі заклали 1872 та спущені на воду  того ж року. Включені до складу Німецького імператорського військового флоту  25 квітня 1874. Вони провели перший рік своєї служби у Райнхаузені, аж поки 7 квітня 1875 року не були передані на посилення оборони Кобленца.
До того часу, коли два монітори прийшли на службу, перспектива нападу Франції зменшилася, що спонукало флот поставити під сумнів корисність збереження цих.  У результаті вони були швидко вилучені з служби.  Остаточна доля цих двох кораблів неясна. За даними військово-морського історика Еріха Гренера, обидва кораблі були продані за 3500  золотих марок в грудні 1875 року.   Роберт Гардінер, однак, стверджує, що кораблі залишилися у резерві до 1884 року, коли вони були продані для утилізації.  Остання версія, здається, була правильною, оскільки Дж. Ф. фон Кроненфельс опублікував схему моніторів в 1881 році, вважаючи, що "Райн" і "Мозель" на той час ще існували. 